# Hannäs socken
Hannäs socken i Småland ingick i Norra Tjusts härad, ingår sedan 1971 i Åtvidabergs kommun i Östergötlands län och motsvarar från 2016 Hannäs distrikt.
Socknens areal är 131,33 kvadratkilometer, varav 113,02 land. År 2000 fanns här 585 invånare. Kyrkbyn Hannäs med sockenkyrkan Hannäs kyrka ligger i socknen. 

## Administrativ historik
Hannäs socken har medeltida ursprung. 
Vid kommunreformen 1862 övergick socknens ansvar för de kyrkliga frågorna till Hannäs församling och för de borgerliga frågorna till Hannäs landskommun. Landskommunen inkorporerades 1952 i Uknadalens landskommun där denna del senare 1971 uppgick i Åtvidabergs kommun och samtidigt bytte länstillhörighet till Östergötlands län. Församlingen är sedan 1 januari 2010 en del av Åtvids församling.
1 januari 2016 inrättades distriktet Hannäs, med samma omfattning som församlingen hade 1999/2000.  
Socknen har tillhört samma fögderier och domsagor som Norra Tjusts härad. De fyra indelta båtsmännen tillhörde Tjusts båtsmanskompani.

## Geografi
Hannäs socken ligger väster om Valdemarsvik mellan sjöarna Yxningen och Vindommen. Socknen är skogig, starkt kuperad trakt med odlade småslätter och talrika mindre sjöar. Yxningen delas med Yxnerums socken i Åtvidabergs kommun och Ringarums socken i Valdemarsviks kommun och Vindommen delas med Tryserums socken i Valdemarsviks kommun och Ukna socken i Västerviks kommun. Andra betydande insjöar är Önn, Storsjön och Grävsjön.
Sätesgårdar var Röhälls säteri, Hägerstads slott och Grävsätters herrgård. Grävsätter har en byggnadsminnesmärkt kuskbostad.
I Solvestad har det funnits ett gästgiveri.

## Fornlämningar
Kända från socknen är en hällkista och boplats samt lösfynd från stenåldern, några gravar från bronsåldern och äldre järnåldern samt ett gravfält från yngre järnåldern.

## Befolkningsutveckling
Befolkningen ökade från 1 052 personer år 1810 till 1 715 personer år 1880 varefter den minskade stadigt till 659 personer år 1990.

## Namnet
Namnet (1380 Hananes) kommer från den smala udde i Vindommen där socknens medeltida kyrka låg. Förleden innehåller hane, 'tupp av skogsfågel'. Efterleden är näs.

## Kända personer från bygden
- Artur Hazelius gick i skola här under åren 1841 till 1846
- Signe Hammarsten-Jansson föddes här.